# Du lịch Thanh Hóa

Biểu trưng (logo) và khẩu hiệu (slogan) du lịch Thanh Hóa

Hiện tại, tỉnh Thanh Hóa xác định đưa du lịch thành ngành kinh tế quan trọng. Tỉnh đã thực hiện quy hoạch hạ tầng, nâng cao năng lực cạnh tranh du lịch. Năm 2007, sở Du lịch Thanh Hóa tiếp tục phối hợp với Hà Nội, Ninh Bình, Nghệ An, Huế trong chương trình "Hành trình một nghìn năm các kinh đô Việt Nam". Phối hợp cùng Nghệ An và Ninh Bình lập định hướng quy hoạch vùng du lịch trọng điểm Bắc Trung Bộ.

## Các di tích lịch sử
- Cầu Hàm Rồng là một di tích lịch sử thời Chiến tranh Việt Nam.
- Cụm di tích Nga Sơn: Động Từ Thức, Cửa biển Thần Phù, Chiến khu Ba Đình, đền thờ Mai An Tiêm...
- Đền Chu Nguyên Lương: thuộc phường Nam Ngạn, thờ một vị tướng trong thời kì kháng chiến chống quân Nguyên - Mông thời nhà Trần.
- Đền thờ Lê Thành: thuộc xã Đông Cương, thờ một vị tướng có công trong cuộc khởi nghĩa Lam Sơn.
- Khu di tích lịch sử Lam Kinh: Thuộc xã Xuân Lam, huyện Thọ Xuân, cách thành phố Thanh Hóa 50 km về phía Tây. Hiện còn lưu giữ các điêu khắc đá như bia Vĩnh Lăng (Lê Lợi), bia hoàng hậu Ngô Thị Ngọc Dao, các di tích cung điện thành nội, thành ngoại, sân Rồng... Ngoài ra ở Thọ Xuân còn có đền thờ Lê Hoàn.
- Thành Tây Đô: thuộc địa phận 2 xã: Vĩnh Tiến và Vĩnh Long, huyện Vĩnh Lộc, cách thành phố Thanh Hóa khoảng 50 km.
- Nghè Xuân Phả ở Thọ Xuân thờ Đại Hải Long Vương và bà Hoàng hậu nhà Đinh, nơi diễn ra Trò Xuân Phả hàng năm.

### Trong thành phố Thanh Hoá
- Phường Lam Sơn có đền thờ Trần Hưng Đạo, đền thờ Tống Duy Tân...
- Phường Nam Ngạn và phường Trường Thi có tòa Giám mục và chùa Thanh Hà, chùa Chanh và chùa Mật Đa.
- Thái miếu Hậu Lê: thuộc phường Đông Vệ có nhiều hiện vật có từ thế kỉ 17, 18. Đặc biệt còn có 27 thần vị và nhiều hiện vật.

## Danh thắng nổi tiếng
- Bãi biển Sầm Sơn.
- Bãi biển Hải Hòa

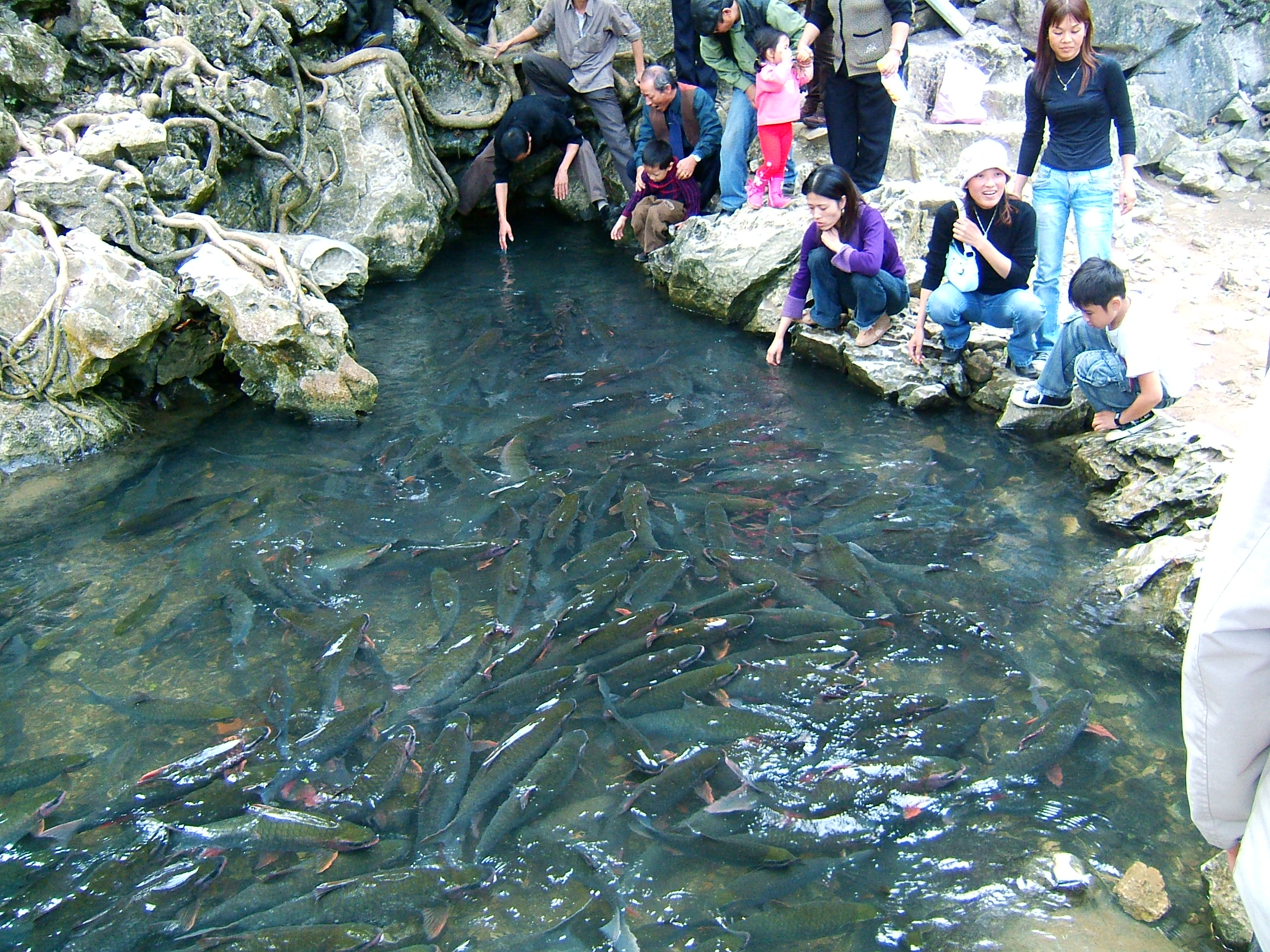
Suối cá tại chân núi Trường Sinh thuộc bản Ngọc, xã Cẩm Lương, huyện miền núi Cẩm Thủy cách trung tâm TP Thanh Hóa gần 100 km về phía Tây Bắc

- Suối cá "thần" Cẩm Lương: Thuộc làng Ngọc, xã Cẩm Lương, huyện Cẩm Thủy, cách thành phố Thanh Hóa 80 km về phía Tây, là suối cá tự nhiên, có tới hàng ngàn con cá. Mỗi con cá nặng từ 2 đến 8 kg, có cá chúa nặng tới 30 kg.
- Vườn quốc gia Bến En: Thuộc huyện Như Thanh cách thành phố Thanh Hóa 36 km về phía Tây Nam, rộng 16,634 ha với những cây lim ngàn tuổi, lát hoa, chò chỉ, ngù hương, săng lẻ... và nhiều loài thú như voi, gấu, hổ, khỉ...
- Vườn quốc gia Cúc Phương thuộc khu vực giao nhau với tỉnh Ninh Bình, tỉnh Hòa Bình cách thành phố Thanh Hóa khoảng 70 km về phía Tây Bắc.

## Văn hoá
- Văn hóa Đông Sơn